# Trassenheide
Trassenheide är en kommun och ort i Landkreis Vorpommern-Greifswald i förbundslandet Mecklenburg-Vorpommern i Tyskland.
Kommunen ingår i kommunalförbundet Amt Usedom-Nord tillsammans med kommunerna Karlshagen, Mölschow, Peenemünde och Zinnowitz.